# Willibert
Willibert († 11. September 889) war von 870 bis 889 Erzbischof des Erzbistums Köln.
Auf Veranlassung von König Ludwig dem Deutschen lud der Erzbischof von Mainz, Liutbert, Volk und Klerus von Köln zur Bischofswahl nach Deutz ein. Hier verkündete er ihnen, dass sie einen Kleriker aus ihrer Mitte zum Erzbischof wählen sollten, den er auch sogleich weihen werde. Würden sie sich verweigern, gäbe ihnen der König binnen drei Tagen einen Bischof nach eigenem Gutdünken. So wurde Willibert, der Priester am Kölner Dom war, am 7. Januar 870 zum Erzbischof gewählt und wohl unmittelbar darauf geweiht. Er galt als ein Mann aus guter Familie, als guter Prediger und strenger Geistlicher.
Als erste Amtshandlung weihte er anlässlich einer Synode noch im September des gleichen Jahres 870 den karolingischen Neubau des Domes ein, der Hildebold zugeschrieben wird und großenteils in Gunthars Zeit entstand. Da Papst Hadrian II. die Wahl angefochten hatte, verzögerte sich die Verleihung des Palliums bis 874/875. 875 weihte er die Abteikirche St. Salvator der Abtei Essen-Werden zusammen mit dem Halberstädter Bischof Hildegrim II., der zugleich Abt des Klosters war.
Der Papst verlangte den ausdrücklichen Verzicht des Vorgänger-Erzbischofs Gunthar auf Köln, den dieser dann auch leistete. Willibert seinerseits erinnerte den Papst daran, dass er sich nicht auf den Kölner Erzbischofsstuhl gedrängt habe, und versicherte ihm seine Gefolgschaft. Als Rechtsgrundlage seiner Wahl präsentierte er dem Papst, dass Papst Nikolaus I. in zwei Schreiben erklärt hatte, dass Erzbischof Gunthar keinesfalls in das Amt des Erzbischofs von Köln zurückkehren dürfe und ein neuer Bischof zu wählen sei. Am 1. April 887 hielt er in Köln die erste förmliche Provinzialsynode ab.
Willibert war ein treuer Parteigänger seines Königs, auch über dessen Tod hinaus. Als Karl der Kahle versuchte, verschiedene Gebiete Ludwigs des Jüngeren zu annektieren, war er der Einzige, der dem neuen König sein Unrecht vorhielt. Der Chronist Regino von Prüm rühmt Willibert als „sehr heilig und in göttlichen und menschlichen Dingen sehr klug“. In seine Amtszeit fällt die Zerstörung Kölns durch die Normannen (881–882). 887 hielt er die erste offizielle Provinzialsynode in Köln ab.
Der Tradition nach errichtete er die Stifte St. Cäcilien und St. Matthäus. Willibert wurde als erster Kölner Erzbischof im Alten Dom beigesetzt.